# Кастелнуово ди Порто
Кастелнуо̀во ди По̀рто (на италиански: Castelnuovo di Porto) е градче и община в Централна Италия, провинция Рим, регион Лацио. Разположено е на 250 m надморска височина. Населението на общината е 8886 души (към 2010 г.).